# Hahncappsia conisphoralis
Hahncappsia conisphoralis is een vlinder uit de familie van de grasmotten (Crambidae). De wetenschappelijke naam van deze soort is voor het eerst voorgesteld als Loxostege conisphoralis door Hahn William Capps in een publicatie uit 1967.
De soort komt voor in Mexico (Chiapas).